# Microlicia
Microlicia är ett släkte av tvåhjärtbladiga växter. Microlicia ingår i familjen Melastomataceae.

## Bildgalleri

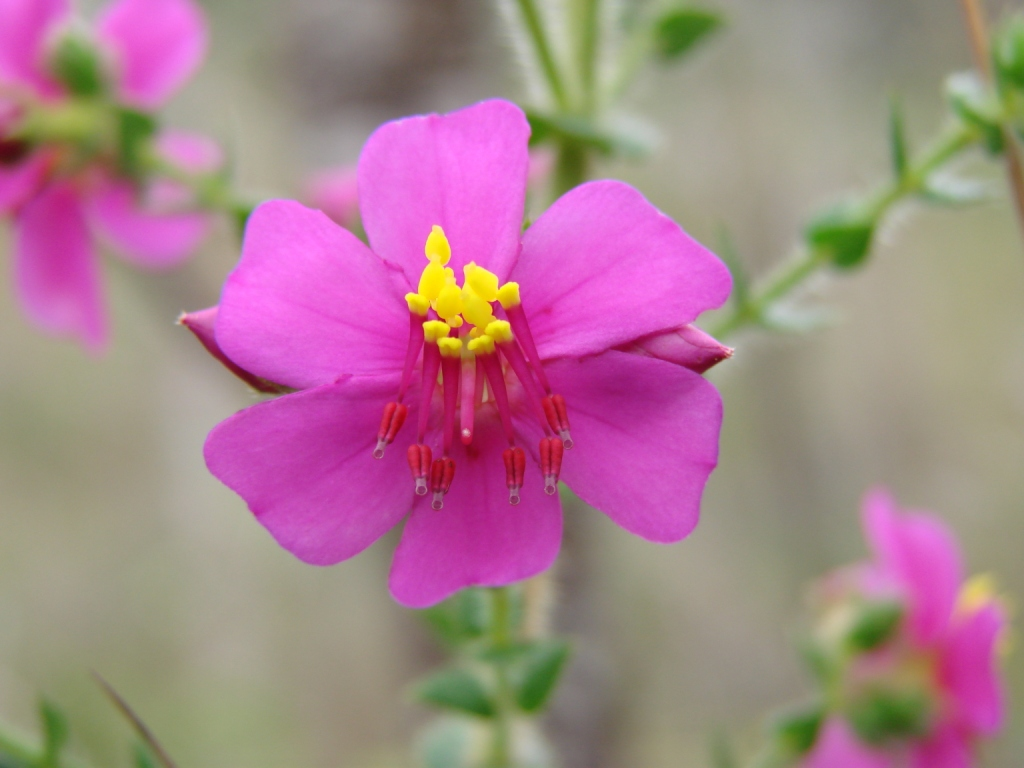
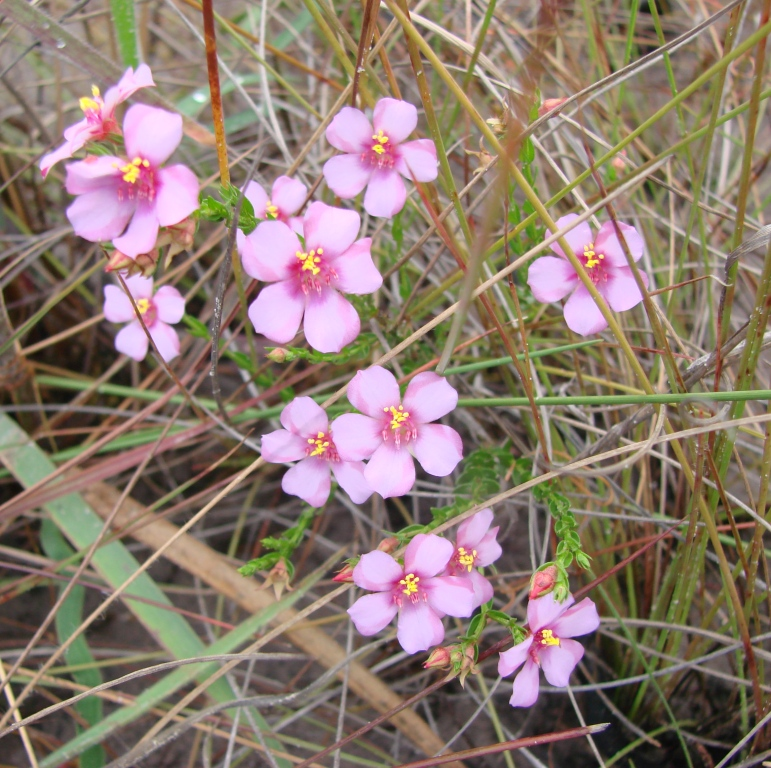
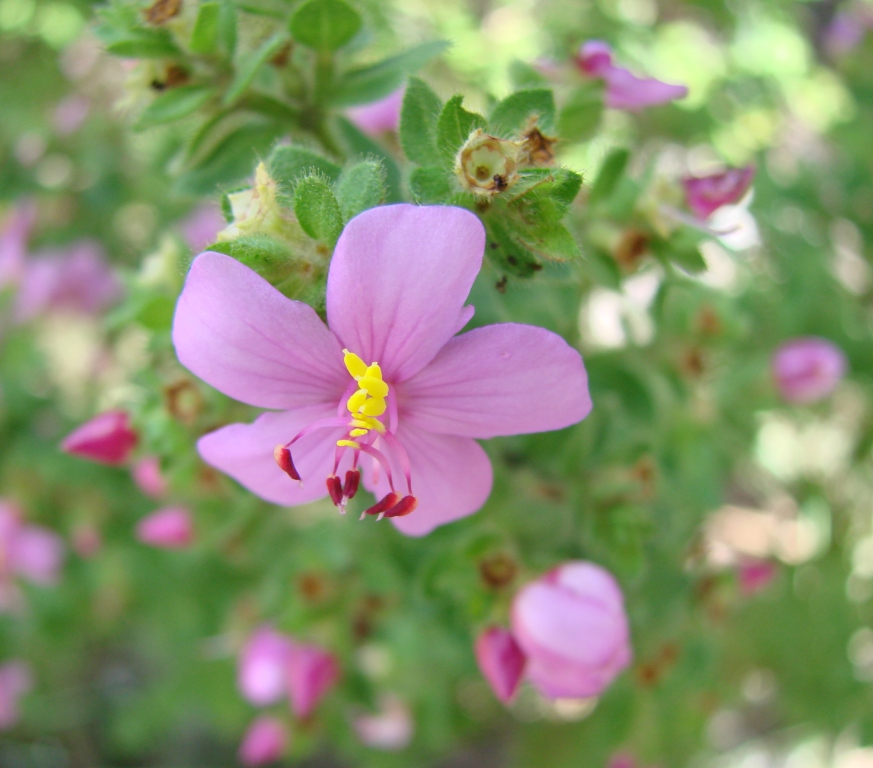
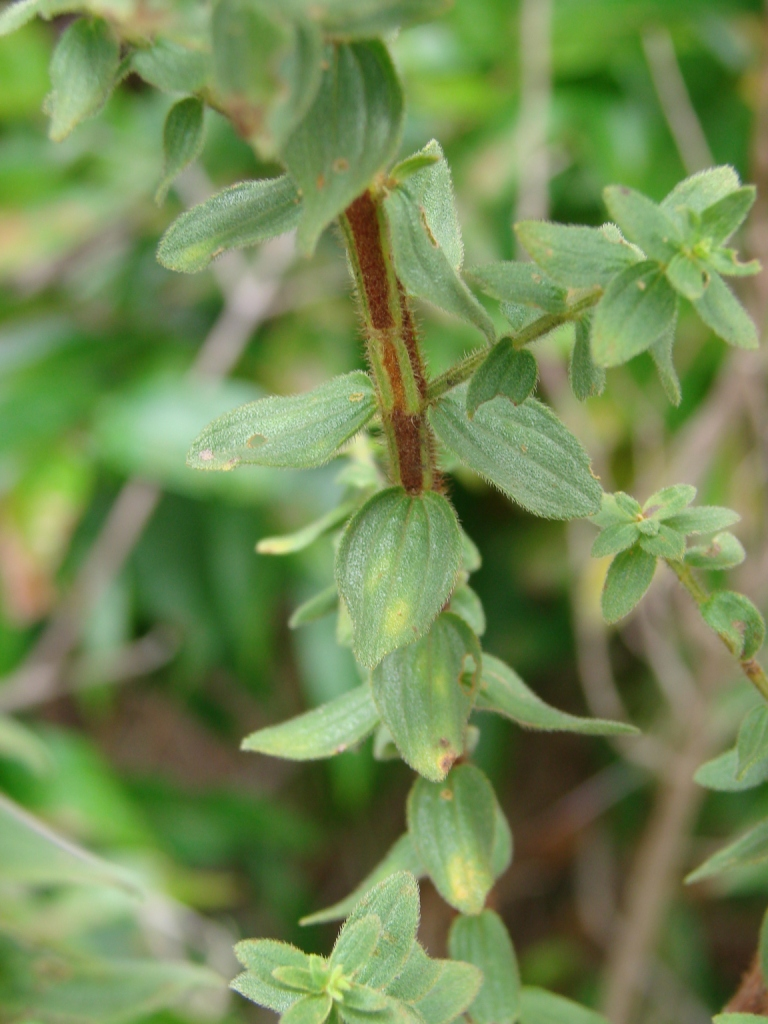

## Dottertaxa tillMicrolicia, i alfabetisk ordning[1]
- Microlicia agrestis
- Microlicia amblysepala
- Microlicia amplexicaulis
- Microlicia arenariaefolia
- Microlicia aurea
- Microlicia avicularis
- Microlicia baccharoides
- Microlicia bahiensis
- Microlicia balsamifera
- Microlicia baumgratziana
- Microlicia benthamiana
- Microlicia blanchetiana
- Microlicia canastrensis
- Microlicia cardiophora
- Microlicia carnosula
- Microlicia carrasci
- Microlicia castrata
- Microlicia catolensis
- Microlicia cerifera
- Microlicia chrysantha
- Microlicia ciliatoglandulosa
- Microlicia cinerea
- Microlicia cipoana
- Microlicia clausseniana
- Microlicia cogniauxii
- Microlicia comparilis
- Microlicia confertiflora
- Microlicia contasensis
- Microlicia cordata
- Microlicia crebropunctata
- Microlicia crenulata
- Microlicia cryptandra
- Microlicia curralensis
- Microlicia cuspidifolia
- Microlicia damazioi
- Microlicia decussata
- Microlicia denudata
- Microlicia doryphylla
- Microlicia edmundoi
- Microlicia elegans
- Microlicia ericoides
- Microlicia euphorbioides
- Microlicia fasciculata
- Microlicia flava
- Microlicia flavovirens
- Microlicia formosa
- Microlicia fulva
- Microlicia giulietiana
- Microlicia glazioviana
- Microlicia graveolens
- Microlicia guanayana
- Microlicia harleyi
- Microlicia hatschbachii
- Microlicia helvola
- Microlicia hirsutissima
- Microlicia hirticalyx
- Microlicia humilis
- Microlicia inquinans
- Microlicia insignis
- Microlicia isophylla
- Microlicia isostemon
- Microlicia jungermannioides
- Microlicia leucantha
- Microlicia leucopetala
- Microlicia linifolia
- Microlicia longipedicellata
- Microlicia longisepala
- Microlicia luetzelburgii
- Microlicia lutea
- Microlicia macedoi
- Microlicia macrophylla
- Microlicia martiana
- Microlicia melanostagma
- Microlicia mendoncaei
- Microlicia microphylla
- Microlicia minima
- Microlicia monticola
- Microlicia morii
- Microlicia mucugensis
- Microlicia myrtifolia
- Microlicia myrtoidea
- Microlicia neglecta
- Microlicia noblickii
- Microlicia obtusifolia
- Microlicia oligochaeta
- Microlicia ordinata
- Microlicia oxyanthera
- Microlicia pabstii
- Microlicia parvifolia
- Microlicia parvula
- Microlicia peruviana
- Microlicia petasensis
- Microlicia petiolulata
- Microlicia pilosissima
- Microlicia pinheiroi
- Microlicia plumosa
- Microlicia polystemma
- Microlicia psammophila
- Microlicia pseudoscoparia
- Microlicia pusilla
- Microlicia ramosa
- Microlicia regeliana
- Microlicia reichardtiana
- Microlicia resinosa
- Microlicia riedeliana
- Microlicia rotundifolia
- Microlicia schreineri
- Microlicia scoparia
- Microlicia semiriana
- Microlicia serrulata
- Microlicia setosa
- Microlicia sickii
- Microlicia sincorensis
- Microlicia souzae-limae
- Microlicia sphagnicola
- Microlicia subaequalis
- Microlicia subalata
- Microlicia sublaevis
- Microlicia suborbicularifolia
- Microlicia subsetosa
- Microlicia sulfurea
- Microlicia taxifolia
- Microlicia tenuifolia
- Microlicia ternata
- Microlicia tomentella
- Microlicia torrendii
- Microlicia trembleyaeformis
- Microlicia trichocalycina
- Microlicia warmingiana
- Microlicia weddellii
- Microlicia vernicosa
- Microlicia vestita
- Microlicia viminalis
- Microlicia viscosa